# ジョゼ・カルロス・フェレイラ・フィーリョ
ゼ・カルロス (Zé Carlos) こと、ジョゼ・カルロス・フェレイラ・フィーリョ（José Carlos Ferreira Filho, 1983年4月23日 - ）は、ブラジル・アラゴアス州マセイオ出身の元プロサッカー選手。現役時代のポジションはフォワード。
Kリーグ時代の登録名はジェカロ（ハングル: 제칼로）、Jリーグ時代の登録名はゼ・カルロス。

## 経歴
地元マセイオにあるSCコリンチャンス・アラゴアーノの下部組織出身。2002年にはポルトガルの強豪クラブであるFCポルトに、翌シーズンは2部リーグのFCヴィゼラにレンタルされて初めて海外でのプレーを経験。
2004年夏、Kリーグの蔚山現代FCに期限付き移籍。得点力を誇示したが、利己的な性格が問題視され1年ほどで退団。ブラジルのクラブを経て、翌2006年から再びKリーグに戻り、今度は全北現代で2年半にわたってプレーする。この年に出場したACLではボッティらと共に活躍し、チームのエースストライカーとして5ゴールを挙げて全北のアジア制覇に貢献。CWCでは、5位決定戦のオークランド・シティFC戦でゴールを決めている。2008年に試合中の暴行によって20試合の出場停止処分を科され、同年限りで退団。
クルゼイロ時代の2009年7月12日、ブラジル全国選手権セリエAのアトレチコ・ミネイロ戦で試合開始直後（記録上は7秒）に相手MFのレナンに肘打ちをし、レッドカードを受けた。この記録はブラジル全国選手権の史上最速退場記録と言われている。
2010年、Jリーグ・ガンバ大阪に完全移籍で加入した。前所属のポルトゥゲーザでは海外からの獲得オファーがあった際、移籍できる条項を契約に盛り込んでいた為に、引き止めることができなかった。なおポルトゥゲーザはブラジル全国選手権セリエBで9ゴールとチーム最多得点を挙げたフェリペ・ガブリエルと8ゴールのゼ・カルロスの二人を、同時期に日本のクラブに失うことになった。
しかし、G大阪では明らかなウェイトオーバーなどにより精彩を欠き、リーグ戦はわずか19分間の出場で契約解除となった。
2012年27得点を挙げ、セリエB得点王となる。
2013年中国スーパーリーグ、長春亜泰足球倶楽部へ移籍。

## 所属クラブ
ユース経歴
- SCコリンチャンス・アラゴアーノ

プロ経歴
- 2002年  SCコリンチャンス・アラゴアーノ
  - 2002年 - 2003年  FCポルト (期限付き移籍)
  - 2003年 - 2004年  FCヴィゼラ (期限付き移籍)
  - 2004年  クルーベ・ジ・レガタス・ブラジル (期限付き移籍)
  - 2004年 - 2005年7月  蔚山現代FC (期限付き移籍)
- 2005年8月 - 2005年12月  AAポンチ・プレッタ
- 2006年 - 2008年8月  全北現代モータース
  - 2008年8月 - 2008年12月  アメリカFC (リオグランデ・ド・ノルテ州)
  - 2009年 - 2009年4月  パウリスタFC (期限付き移籍)
  - 2009年4月 - 2009年8月  クルゼイロEC (期限付き移籍)
- 2009年8月 - 2009年12月  アソシアソン・ポルトゥゲーザ・ジ・デスポルトス
- 2010年 - 2010年8月  ガンバ大阪
- 2010年  アソシアソン・ポルトゥゲーザ・ジ・デスポルトス
- 2011年 - 2012年  クリシューマEC
- 2013年  長春亜泰足球倶楽部
- 2013年  アル・シャールジャSCC
- 2014年  クリシューマEC
- 2015年  クルーベ・ジ・レガタス・ブラジル
- 2015年  アジュマーンCSC
- 2016年  クルーベ・ジ・レガタス・ブラジル
- 2017年  フォルタレーザEC
- 2017年  クルーベ・ジ・レガタス・ブラジル
- 2018年  パラナ・クルーベ
- 2018年  クリシューマEC
- 2019年  クルーベ・ジ・レガタス・ブラジル
- 2020年  サンベルナルドFC
- 2020年  クルーベ・ド・レモ
- 2021年  ムリシFC

## 個人成績
| 国内大会個人成績 | 国内大会個人成績  | 国内大会個人成績 | 国内大会個人成績 | 国内大会個人成績 | 国内大会個人成績 | 国内大会個人成績 | 国内大会個人成績 | 国内大会個人成績 | 国内大会個人成績 | 国内大会個人成績 | 国内大会個人成績 |
| 年度             | クラブ            | 背番号           | リーグ           | リーグ戦         | リーグ戦         | リーグ杯         | リーグ杯         | オープン杯       | オープン杯       | 期間通算         | 期間通算         |
| 年度             | クラブ            | 背番号           | リーグ           | 出場             | 得点             | 出場             | 得点             | 出場             | 得点             | 出場             | 得点             |
| ブラジル         | ブラジル          | ブラジル         | ブラジル         | リーグ戦         | リーグ戦         | ブラジル杯       | ブラジル杯       | オープン杯       | オープン杯       | 期間通算         | 期間通算         |
| ---------------- | ----------------- | ---------------- | ---------------- | ---------------- | ---------------- | ---------------- | ---------------- | ---------------- | ---------------- | ---------------- | ---------------- |
| 2002             | コリンチャンス-AL |                  | セリエC          |                  |                  |                  |                  |                  |                  |                  |                  |
| ポルトガル       | ポルトガル        | ポルトガル       | ポルトガル       | リーグ戦         | リーグ戦         | リーグ杯         | リーグ杯         | ポルトガル杯     | ポルトガル杯     | 期間通算         | 期間通算         |
| 2002-03          | ポルト            |                  | スーペル         |                  |                  |                  |                  |                  |                  |                  |                  |
| 2003-04          | ヴィゼラ          |                  | オンラ           |                  |                  |                  |                  |                  |                  |                  |                  |
| ブラジル         | ブラジル          | ブラジル         | ブラジル         | リーグ戦         | リーグ戦         | ブラジル杯       | ブラジル杯       | オープン杯       | オープン杯       | 期間通算         | 期間通算         |
| 2004             | CRB               |                  | セリエB          |                  |                  |                  |                  |                  |                  |                  |                  |
| 韓国             | 韓国              | 韓国             | 韓国             | リーグ戦         | リーグ戦         | リーグ杯         | リーグ杯         | FA杯             | FA杯             | 期間通算         | 期間通算         |
| 2004             | 蔚山現代          | 15               | Kリーグ          | 19               | 14               |                  |                  |                  |                  |                  |                  |
| 2005             | 蔚山現代          | 15               | Kリーグ          | 9                | 5                |                  |                  |                  |                  |                  |                  |
| ブラジル         | ブラジル          | ブラジル         | ブラジル         | リーグ戦         | リーグ戦         | ブラジル杯       | ブラジル杯       | オープン杯       | オープン杯       | 期間通算         | 期間通算         |
| 2005             | ポンチ・プレッタ  |                  | セリエA          |                  |                  |                  |                  |                  |                  |                  |                  |
| 韓国             | 韓国              | 韓国             | 韓国             | リーグ戦         | リーグ戦         | リーグ杯         | リーグ杯         | FA杯             | FA杯             | 期間通算         | 期間通算         |
| 2006             | 全北現代          | 15               | Kリーグ          | 24               | 6                |                  |                  |                  |                  |                  |                  |
| 2007             | 全北現代          | 15               | Kリーグ          | 21               | 8                |                  |                  |                  |                  |                  |                  |
| 2008             | 全北現代          | 15               | Kリーグ          | 7                | 1                |                  |                  |                  |                  |                  |                  |
| ブラジル         | ブラジル          | ブラジル         | ブラジル         | リーグ戦         | リーグ戦         | ブラジル杯       | ブラジル杯       | オープン杯       | オープン杯       | 期間通算         | 期間通算         |
| 2008             | アメリカ-RN       |                  | セリエB          |                  |                  |                  |                  |                  |                  |                  |                  |
| 2009             | パウリスタ        |                  | セリエD          |                  |                  |                  |                  |                  |                  |                  |                  |
| 2009             | クルゼイロ        |                  | セリエA          | 8                | 1                |                  |                  |                  |                  |                  |                  |
| 2009             | ポルトゥゲーザ    |                  | セリエB          | 16               | 8                |                  |                  |                  |                  |                  |                  |
| 日本             | 日本              | 日本             | 日本             | リーグ戦         | リーグ戦         | リーグ杯         | リーグ杯         | 天皇杯           | 天皇杯           | 期間通算         | 期間通算         |
| 2010             | G大阪             | 15               | J1               | 1                | 0                | 0                | 0                | -                | -                | 1                | 0                |
| ブラジル         | ブラジル          | ブラジル         | ブラジル         | リーグ戦         | リーグ戦         | ブラジル杯       | ブラジル杯       | オープン杯       | オープン杯       | 期間通算         | 期間通算         |
| 2010             | ポルトゥゲーザ    |                  | セリエB          | 17               | 5                |                  |                  |                  |                  |                  |                  |
| 2011             | クリシューマ      |                  | セリエB          |                  |                  |                  |                  |                  |                  |                  |                  |
| 通算             | ブラジル          | ブラジル         | セリエA          |                  |                  |                  |                  |                  |                  |                  |                  |
| 通算             | ブラジル          | ブラジル         | セリエB          |                  |                  |                  |                  |                  |                  |                  |                  |
| 通算             | ブラジル          | ブラジル         | セリエC          |                  |                  |                  |                  |                  |                  |                  |                  |
| 通算             | ブラジル          | ブラジル         | セリエD          |                  |                  |                  |                  |                  |                  |                  |                  |
| 通算             | ポルトガル        | ポルトガル       | スーペル         |                  |                  |                  |                  |                  |                  |                  |                  |
| 通算             | ポルトガル        | ポルトガル       | オンラ           |                  |                  |                  |                  |                  |                  |                  |                  |
| 通算             | 韓国              | 韓国             | Kリーグ          | \|73             | 34               |                  |                  |                  |                  |                  |                  |
| 通算             | 日本              | 日本             | J1               | \|1              | 0                | 0                | 0                | 0                | 0                | 1                | 0                |
| 総通算           |                   |                  |                  |                  |                  |                  |                  |                  |                  |                  |                  |

| 国際大会個人成績 | 国際大会個人成績 | 国際大会個人成績 | 国際大会個人成績 | 国際大会個人成績 | FIFA      | FIFA      |
| 年度             | クラブ           | 背番号           | 出場             | 得点             | 出場      | 得点      |
| AFC              | AFC              | AFC              | ACL              | ACL              | クラブW杯 | クラブW杯 |
| ---------------- | ---------------- | ---------------- | ---------------- | ---------------- | --------- | --------- |
| 2006             | 全北現代         | 15               | 11               | 5                | 2         | 1         |
| 2007             | 全北現代         | 15               | 2                | 0                | -         | -         |
| 2010             | G大阪            | 15               | 3                | 1                | -         | -         |
| 通算             | AFC              | AFC              | 16               | 6                | 2         | 1         |

## 経歴
- Jリーグ初出場 - 2010年3月28日 J1第4節 対ベガルタ仙台 (万博記念競技場)

## タイトル

### クラブ
全北現代モータース
- AFCチャンピオンズリーグ：1回 (2006)

クルゼイロ
- ミナスジェライス州選手権：1回 (2009)

CRB
- アラゴアス州選手権：1回 (2015)

### 個人
- セリエB得点王 : 1回 (2012)